# Soukhoï Su-27
Pour les articles homonymes, voir Flanker.
Le Soukhoï Su-27 (Code OTAN Flanker) de génération 4.5 est un avion de chasse monoplace russe conçu par le bureau d'études Soukhoï (SDB) conduit par l'ingénieur Mikhaïl Simonov et son dirigeant historique Pavel Soukhoï. Il a donné naissance à de nombreuses variantes dont certaines ont reçu une nouvelle désignation : Su-30, Su-33, Su-35, Su-37.
En 2009, l'avion est en service dans les pays de l'ex-URSS et dans plusieurs autres pays, notamment en Afrique et en Asie (en particulier la république populaire de Chine sous la dénomination Shenyang J-11 et l'Inde). Le prix à l'exportation est d'environ 35 millions de dollars américains par avion, ou 70 millions de dollars avec un crédit de dix ans.

## Conception

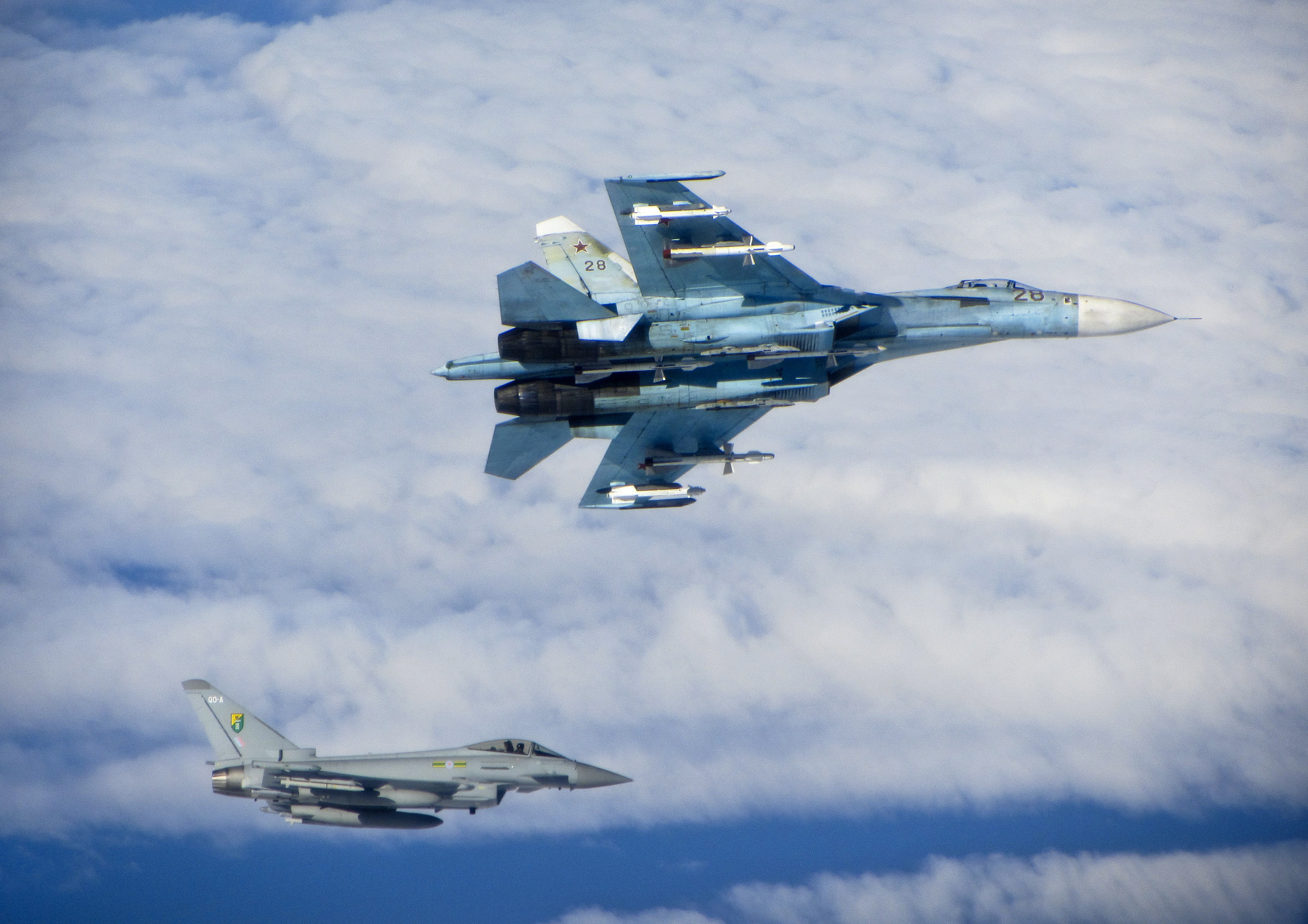
Un Su-27 russe le 17 juin 2014 intercepté par un Typhoon du No. 3 Squadron de la RAF.

En 1969, les dirigeants de l'Union Soviétique ont lancé le programme PFI (Perspektivnyi Frontovoy Istrebitel), destiné à produire un avion de chasse supérieur à ceux des États-Unis et de l'OTAN (principalement le F-15 Eagle dont le développement venait de commencer).
Après avoir étudié plusieurs possibilités, les ingénieurs de Soukhoï soumirent un projet définitif désigné T-10 en 1971. La configuration globale de l'appareil est relativement semblable à celle du F-15 américain : biréacteur, ailes hautes, double dérive, dimensions comparables. Grand et lourd, le Flanker est un avion extrêmement manœuvrable. Lors de démonstrations, les pilotes font régulièrement la figure appelée Cobra praticable avec une décélération dynamique et un angle d'attaque de 120°. Les pilotes de Su-27 ont créé de nouvelles figures très complexes et dangereuses, ce qui conduit quelquefois à des accidents, comme la collision entre 2 Su-27 appartenant aux Chevaliers russes, le 16 août 2009 près de Moscou.
Le prototype fit son premier vol le 20 mai 1977. Cependant, en raison de plusieurs défauts (masse trop élevée, réacteurs pas assez puissants, etc.), l'avion ne répondait pas aux espérances de l'armée de l'Air soviétique (VVS). Après les accidents de deux prototypes sur quatre en juillet 1978, avec la mort des pilotes, le développement fut énormément ralenti. Ce n'est qu'après 1981 que la SDB construisit un nouveau prototype, le T-10S-1 (T-10-7, Flanker-B), qui n'avait plus grand chose en commun avec le T-10, effectuant son premier vol le 20 avril 1981. Cette version fut acceptée et le Su-27, dont la production en série débuta à Komsomolsk en 1983, entra en service en 1985, bien que les derniers problèmes ne fussent résolus qu'en 1990.

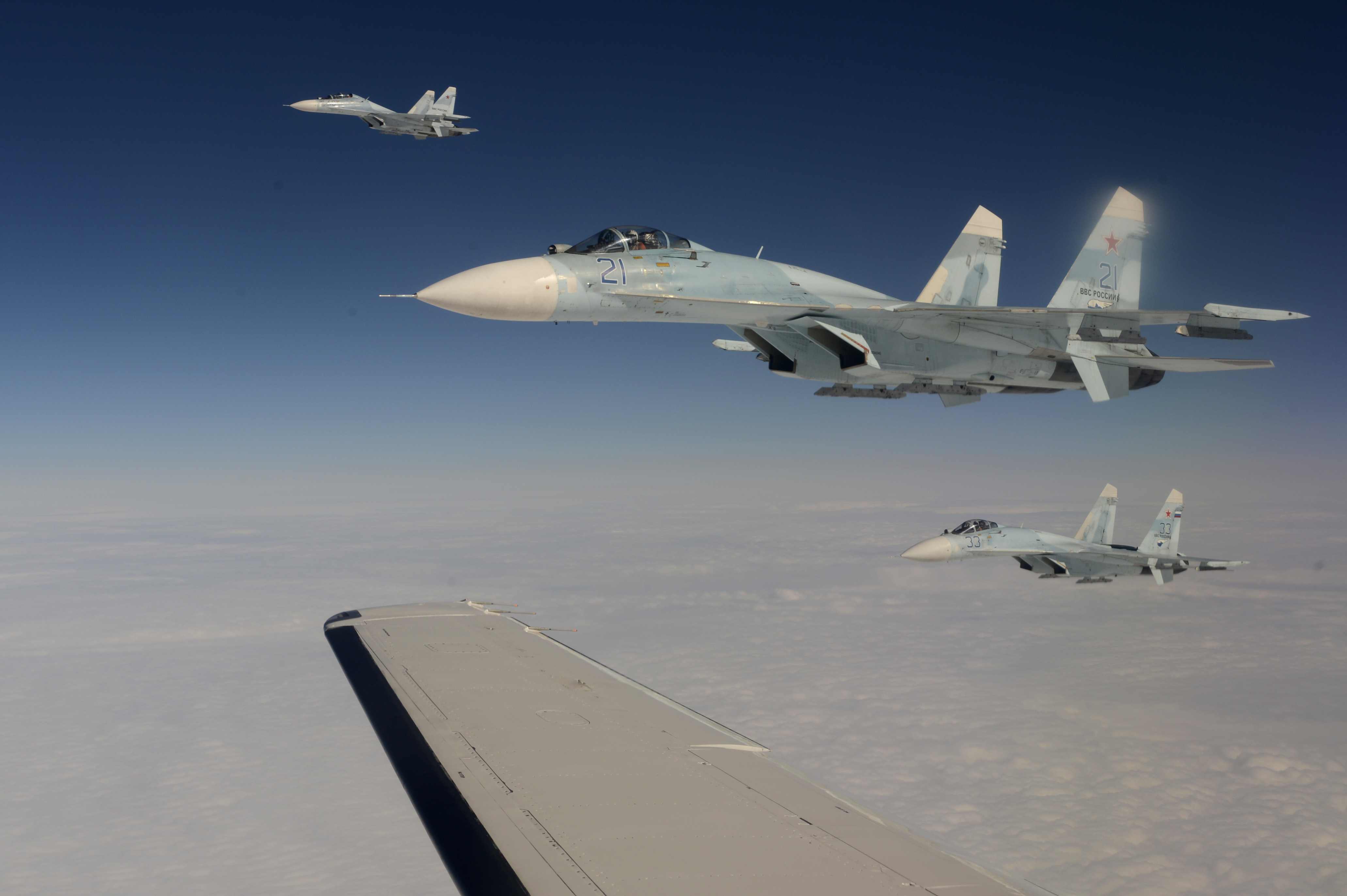
Des Su-27 russes lors d'un exercice en Alaska en 2013.

À partir de 1986 un Su-27 modifié et désigné P-42 a battu 27 records de vitesse ascensionnelle et d'altitude entre 1986 et 1988, dont celui de l'altitude la plus élevée pour un chasseur. Certains étaient détenus par le F-15 Streak Eagle (version de records du F-15A, à ne pas confondre avec le F-15E Strike Eagle).
Une variante navale a été testée pour la première fois le 17 août 1987, le Su-27T-10K (aujourd'hui le Su-33), avec ailes repliables, une crosse d'appontage et un train d'atterrissage renforcé. Cette version fut réceptionnée par l'aéronavale russe à partir de 1993.
Environ 680 appareils ont été produits en URSS.
- Distance d'atterrissage : 650–700 m
- Distance de décollage : 620–700 m
- Accélération maximale : 9 g

## Engagements
Les Su-27 ont d'abord servi dans l'armée soviétique et celles des pays alliés de l'URSS. Au début du XXIe siècle, ces avions équipent de nombreuses armées de l’air de pays en voie de développement, notamment en Afrique. Les armées ne possèdent souvent qu'une poignée d'appareils, mais qui suffisent pour mener des combats aériens comme ceux qui opposèrent l'Éthiopie à l'Érythrée. En 2021, ils sont également employés côté éthiopien, en mission de bombardement, durant la guerre du Tigré.
Des Su-27 russes et ukrainiens sont engagés lors de l'Invasion de l'Ukraine par la Russie de 2022 ; le 13 octobre 2022, un Su-27 de la 39e brigade d'aviation tactique ukrainienne a été perdu lors du mission à Poltava, le colonel Oleh Choupik est mort. Selon The Aviationist, l'Ukraine est devenue le premier pays à utiliser une bombe Mark 83 équipée d'un système de guidage JDAM-ER larguée par un Su-27 début février 2025 contre une base russe dans le secteur de Koursk.
Dans une vidéo publiée en mars 2023, un chasseur russe Su-27 probablement non équipé de missiles air-air survolant en mer noire aurait tenté d’abattre un Bayraktar TB2 ukrainien, le pilote russe, a usé de la méthode de turbulence de sillage ("jetwash" en anglais), il n’a  pas réussi à atteindre son objectif. Le TB2 s'est redressé et a poursuivi son vol.

## Variantes
Les variantes du Su-27 sont très nombreuses. Pour ne citer que les principales :

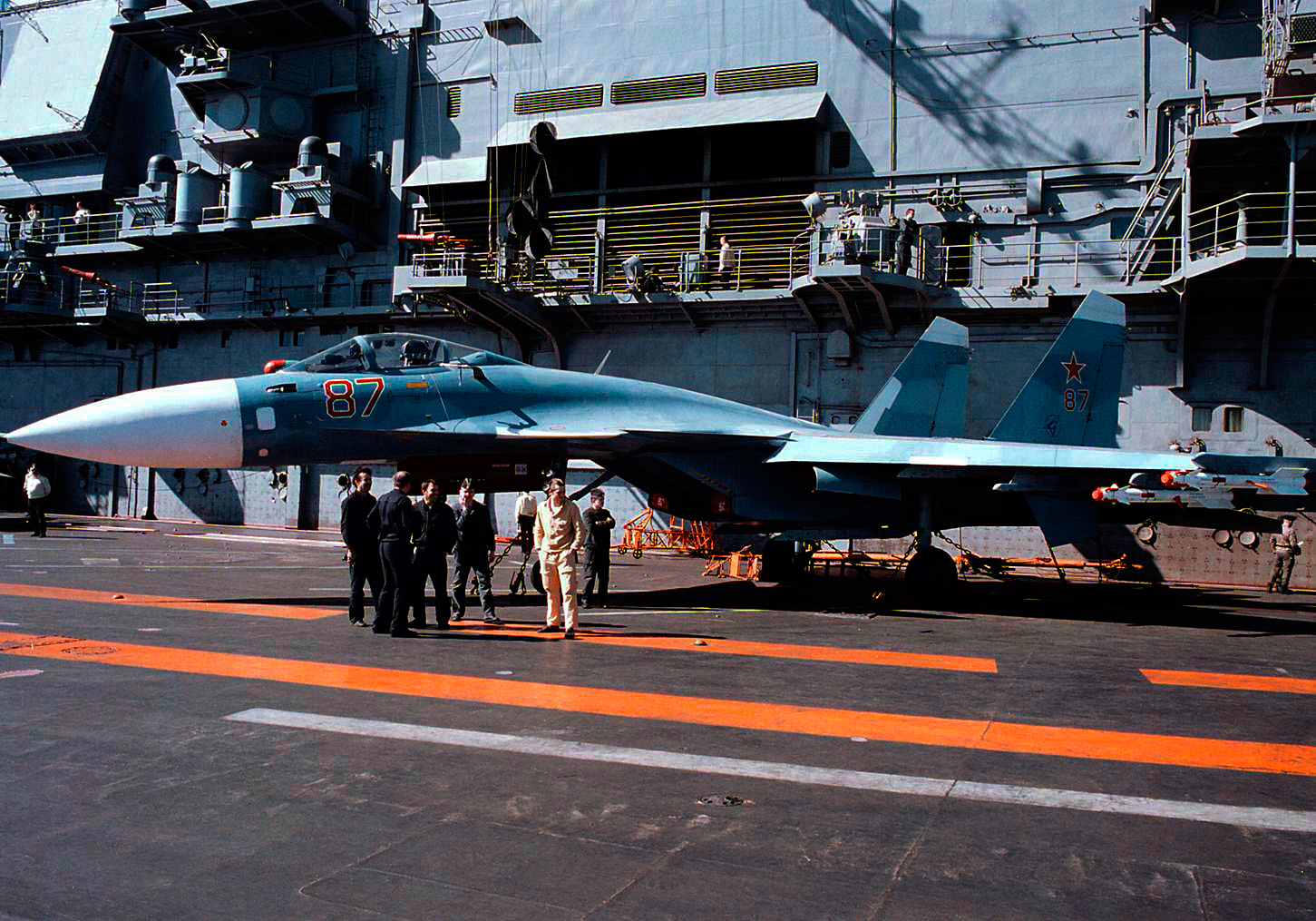
Un Su-27K Flanker D (alias Soukhoï Su-33) sur le porte-avions Amiral Kouznetsov.

- Le T-10 Flanker-A, qui désigne généralement les premiers prototypes, très différents de la version de série (moteurs Al-21F-3, dérives inclinées, train avant se rétractant vers l'arrière, ...). Ces premiers prototypes reçurent le nom de code temporaire de Ram-K, Ram faisant référence à Ramenskoye (ville russe près de la base aérienne de Zhukovskiy où avaient lieu les essais).
- Le Su-27S Flanker-B (1er vol en 1981) première version produite en série ; livrée exclusivement à l'armée soviétique. Une version export est le Su-27SK conçue à l'origine pour la Chine
- Le Su-27UB Flanker-C (1er vol en 1984) est une version biplace d'entraînement mais qui conserve les mêmes capacités de combat
- Le Su-27K Flanker-D (alias Soukhoï Su-33, 1er vol en 1987) est une version navale destinée à équiper l'aéronavale russe et son porte-avions Amiral Kouznetsov
- Les Su-27P et Su-27PU Flanker-F Variant 1 (alias Su-30) sont des évolutions du Su-27 et du Su-27UB pour la chasse à longue distance, équipées d'une perche de ravitaillement en vol. Le seul Su-27P produit a été utilisé par la formation Test Pilots, avec l'immatriculation 598.
- Les Su-30M/MK Flanker-F Variant 2 (1er vol en 1997) sont des versions biplaces multirôles, plus ou moins équivalentes au F-15E Strike Eagle. Succès important à l'export, des sous-versions spécifiques ont été déclinées : Su-30MKI Flanker-H pour l'Inde, Su-30 MKA pour l'Algérie, Su-30MKK Flanker-G, Su-30MK2 et Su-30MK3 pour la Chine, Su-30MKM pour la Malaisie...
- Le Su-27IB/Su-34 Fullback (1er vol en 1990) est une version biplace d'attaque au sol ayant pour but de remplacer les Su-24. Le fuselage avant a été profondément modifié avec 2 sièges côte-à-côte, l'équipage montant à bord à l'aide d'une échelle placée dans le puits de train avant. Le Su-32FN (aussi appelé Su-32MF) est une variante d'attaque maritime mais basée au sol.
- Le Su-27M Flanker-E variant 1 « Super Flanker » (renommé Soukhoï Su-35, 1er vol en 1988) est une version très modernisée du Flanker équipée entre autres d'un nouveau radar, de plans-canards et de nouvelles commandes de vol électriques, d'une avionique avec écrans à tubes cathodiques.
- Le Su-37 Flanker-E variant 2 (1er vol en 1996) est un exemplaire du Su-35 équipé de tuyères orientables, à poussée vectorielle.

Depuis les années 1990, on assiste à une prolifération des variantes, annoncées ou réellement construites, du Su-27. De plus, certains prototypes ont servi de démonstrateurs à plusieurs variantes, et certaines dénominations correspondent à plusieurs versions différentes.

## Utilisateurs

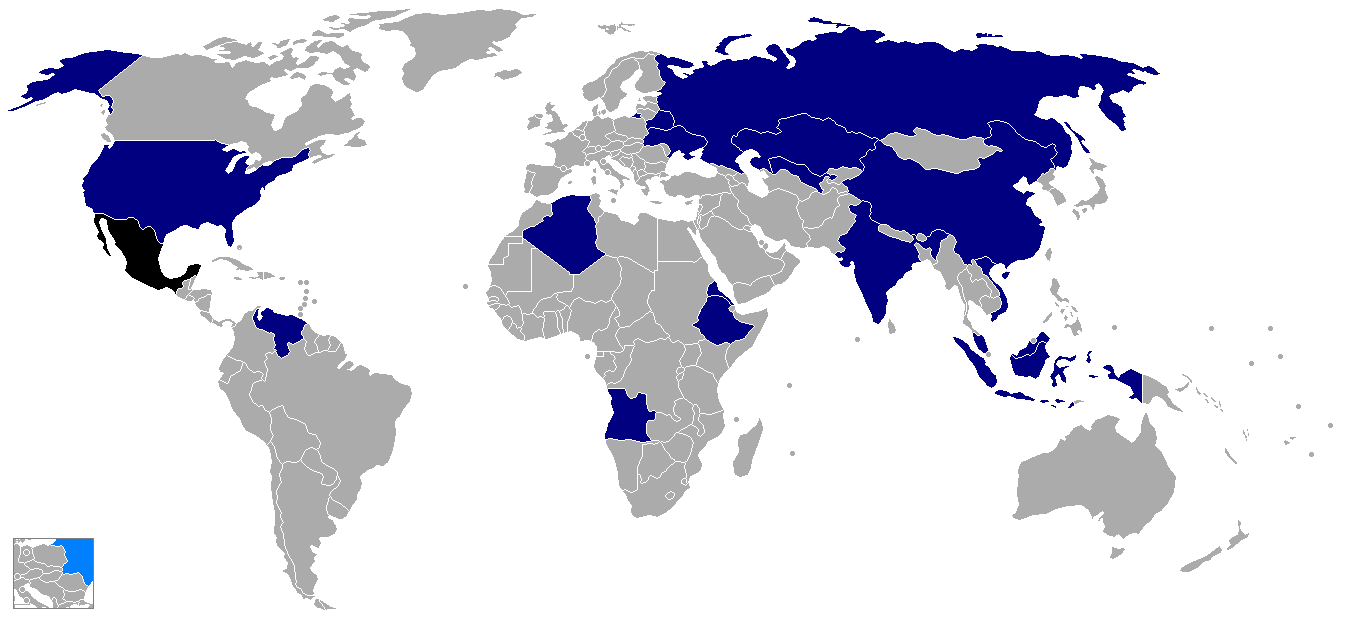
Carte des utilisateurs du Su-27

Selon FlightGlobal (en), la famille des Su-27, Su-30, Su-35 est devenue début 2020 le 2e avion de combat le plus utilisé dans le monde avec 1 067 avions en service alors qu'elle était au 6e rang en 2012 avec 791 appareils en activité soit 5 % de la flotte mondiale d'avions de combat.

### Abkhazie
Deux Su-27 (version inconnue)

### Algérie
52 Su-30 MKA + 16 appareils commandés en 2019.

### Angola
Huit Su-27 achetés à la Russie (à l'Ukraine selon d'autres sources) livrés au milieu de l'année 2000. Il s'agit de monoplaces et d'au moins un biplace. Un appareil a été perdu le 19 novembre 2000, peut-être abattu par un missile sol-air de l'UNITA.

### Biélorussie
La Biélorussie a hérité de vingt-trois Su-27 (monoplaces et biplaces) lors de la disparition de l'URSS. Ils sont utilisés au sein du 61st IAB à la base de Baranovitchi. Il a été question de les moderniser (en particulier avec de l'armement air-sol guidé de précision) mais depuis les autorités militaires ont acheté, début 2006, 18 Su-30 d'occasion à l'Inde.
Le 30 août 2009, un Su-27UBM  s'écrase lors du Radom Air Show, l'appareil est détruit et les deux membres d'équipage sont tués.
Le 14 novembre 2013, la Biélorussie déclare renoncer à exploiter ces avions, trop gourmands en carburant et peu adaptés à la taille de son territoire, et son intention de les remplacer par des MiG-25/Mikoyan-Gourevitch MiG-35 ou des Su-30[réf. souhaitée].

### République populaire de Chine
La Chine a été le premier pays hors CEI à acheter des Su-27. Par plusieurs contrats qui se poursuivent actuellement, elle a obtenu 72 Su-27SK, 40 Su-27UBK, 76 Su-30MKK, 24 Su-30MKK2 ainsi qu'une licence pour la production locale de 200 Su-27SK (ne devant pas être exportés). 14 à 17 appareils ont été sérieusement endommagés au sol par un typhon en avril 1997, dont trois irréparables. Selon un rapport, ils auraient été remplacés par la Russie en signe de bonne volonté.

### Érythrée
En 2003, les Mig-29 s'étant révélés insuffisants face aux Su-27 éthiopiens, deux Su-27 et deux Su-27UB ont été achetés à l'Ukraine, et seraient d'ailleurs pilotés par des Ukrainiens. Si la présence de ces quatre appareils est confirmée (deux sont visibles sur l'aéroport d'Asmara sur le site Google earth - ils ont été vus par des journalistes[réf. nécessaire]), le nombre total de huit Flanker souvent annoncé par certaines sources est, lui, certainement erroné.

### Éthiopie
Six Su-27SK et deux Su-27UB achetés à la Russie pour environ 150 millions de dollars, livrés à partir du 15 décembre 1998 (d'autres sources indiquent novembre), en même temps que d'autres types d'appareils lors d'un grand réarmement général de l'EtAF en prévision d'affrontements avec l'Érythrée. Un Su-27UB s'est écrasé lors d'une démonstration de vol le 6 janvier 1999 à Debre Zeit. Cet appareil a été remplacé par un 9e venant des VVS un peu plus tard. Ils ont remporté au moins cinq victoires sur les Mig-29 Fulcrum érythréens et donné à l'EtAF la supériorité aérienne pendant les combats : une victoire contre un Mig-29 le 25 février 1999, une autre contre un MiG-29UB le 26, et probablement deux le 21 mars. D'autres affrontements ont eu lieu en mai 2000, avec en particulier deux autres Fulcrum détruits le 16. Tous ces combats n'ont causé aucune perte de Su-27 de l'EtAF. Après le départ des Russes, l'entretien est devenu insuffisant et seuls quatre appareils étaient opérationnels fin 2000. Sept Su-27SK supplémentaires ont été achetés à la Russie en 2002. En 2021. ils sont utilisés pour des missions de bombardement durant la guerre du Tigré bien que non prévus pour cela, le manque d'entrainement des pilotes pour ce type de mission nuit grandement à la précision des tirs.
Total : quatorze Su-27SK et deux Su-27 UBK livrés, dont au maximum onze opérationnels.

### États-Unis
En octobre 1994, un accord aurait eu lieu entre les États-Unis et la Biélorussie portant sur la vente d'un monoplace et d'un biplace. Ces deux appareils auraient très probablement été affectés à l'escadron des Red Eagles sur la Nellis Air Force Base. Deux Su-27 (version inconnue) auraient été livrés aux États-Unis en 1995/1996 apparemment à un « collectionneur privé ». Certaines sources mentionnent des entreprises telles que TAOS industrie (entreprise spécialisée dans la vente de matériels russes). Il s'agit peut-être de la livraison des appareils qui auraient été commandés par les États-Unis à l'Ukraine. En 2009, deux avions de combat biplaces Su-27UB Flanker démilitarisés ont été achetés par la société Pride Aircraft qui les a depuis revendus.

### Inde
18 Su-30K et 32 Su-30MKI commandés et livrés. Les premiers Su-30K indiens ont été livrés en mars 1997 au squadron No.24 Hunting Hawks basé à Lohegaon AFB près de Pune. Les appareils livrés à partir de 1998 étaient déjà dotés d'une avionique française, premier pas vers le standard MKI. Un premier lot de dix Su-30MKI a été livré à partir du 22 juin 2002, suivi d'un second de douze, et enfin d'un troisième de dix exemplaires en décembre 2004. Les premiers Su-30K n'ont servi que de « bouche-trous » pendant cinq ans et ont été vendus à la Biélorussie fin 2005. Le 28 décembre 2000 a été signée une licence permettant à la firme indienne HAL de produire localement 140 Su-30MKI supplémentaires sur cinq ans.

### Indonésie
L'Indonésie a signé un contrat pour 24 Su-30KI monoplaces en septembre 1997, mais à la suite de la crise économique asiatique, il a été annulé en 1998 (il se peut qu'il ait été réduit à douze exemplaires pendant un temps). Deux Su-27SK et deux Su-30MK ont été achetés en 2003 et livrés du 27 août à septembre de la même année, pour remplacer la flotte de A-4 et TA-4 Skyhawk. Son but est de constituer quatre escadrons supplémentaires avant 2010. L'Indonésie espère acquérir au total douze autres Su-30MK, mais les difficultés économiques l'en empêchent. Il a été question en 2004 de commander un lot réduit de quatre à huit appareils pour établir un seul squadron sur Flanker, mais aucune vente n'a eu lieu.

### Japon
Le Japon a pendant un temps voulu acquérir deux Su-27 pour les utiliser en tant qu'« agresseurs » — avions ennemis utilisés pour des simulations de combats aériens —, mais aucune vente n'a eu lieu.

### Kazakhstan
20 Su-27/Su-27BM2, 3 Su-27UB/UBM2, à compter de janvier 2018.

### Malaisie
Une commande de dix-huit Su-30MKM a été passée le 5 août 2003, les appareils devant être livrés de 2006 à 2009. À partir de début 2004, les pilotes ont été formés en Russie.

### Moldavie
Le pays aurait été équipé de quatre Su-27 (version inconnue) mais n'en a plus en dotation depuis 2001 au plus tard.

### Ouzbékistan
Vingt-cinq Su-27 et six Su-27UB hérités du 62e IAP de l'ex-PVO ; 23 des monoplaces et tous les biplaces seraient opérationnels.

### Russieet ex-URSS
VVS et PVO (aviation de front et défense aérienne) 
La livraison au PVO du premier lot de 20 appareils a eu lieu le 22 juin 1985 à Dzemgi (extrême-orient). La transformation sur Su-27 des unités de chasse a véritablement commencé en 1986. Les chiffres exacts sont inconnus ; en 1990 dans la partie européenne de l'URSS étaient opérationnels 138 Su-27 au sein de la VVS et 229 dans le PVO. La VVS avait aussi 67 appareils basés en Pologne. Le total d'appareils livrés était alors estimé autour de 500 Su-27 et Su-27UB.

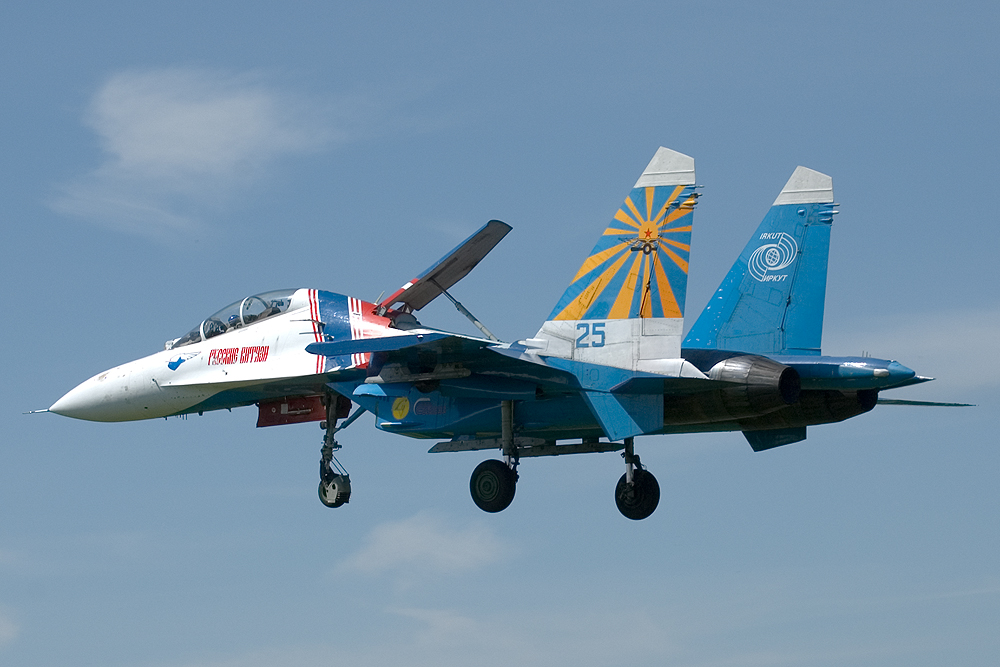
Su-27 de la patrouille des Chevaliers Russes

Après la chute de l'URSS les nouvelles républiques ont gardé une partie des appareils qui se trouvaient sur leur territoire, soit un total estimé à une centaine d'appareils (voir ci-dessus les paragraphes consacrés à la Biélorussie, au Kazakhstan, l'Ouzbékistan, et l'Ukraine pour plus de détails). Pour la Russie (qui a gardé les appareils retirés de Pologne en 1992), on estimait en 1996 que la VVS mettait en œuvre environ 130 Su-27 et les PVO, environ 300. Ces deux armées ont été unifiées dans une force aérienne russe fin 1998, mais dotée d'un budget équivalent à celui d'une seule des deux forces précédentes. Au début 2000, environ 340 appareils étaient en service dans 12 régiments de chasse et d'entraînement, en plus du centre de démonstration en vol où est basée la patrouille des Chevaliers russes. Pour ce qui concerne les nouveaux appareils, cinq Su-27PU (Su-30) et trois Su-27M (Su-35) sont en service, respectivement dans des unités d'entraînement et dans un centre d'essais.
AVMF (aviation navale) 24 Su-27K (Su-33) et un Su-27KUB (Su-33UB) livrés et en service sur le porte-avions amiral Kousnetzov de la flotte du Nord.
Organisations civiles
- Institut d'essais en vol Gromov LII (patrouille acrobatique des pilotes d'essais) : deux Su-30 no 596 et 597. Le no 596 a été utilisé pour le développement du Su-30MK et renuméroté 603.
- Bureau d'études Soukhoï et KnAAPO (en) : inconnu

### Ukraine
Soixante-sept Su-27 et Su-27UB hérités de l'URSS. Un Su-27UB perdu dans un crash lors d'un meeting à Lvov-sknilov le 27 juillet 2002, l'appareil s'est écrasé dans l'assistance, tuant 77 spectateurs, parmi lesquels 19 enfants, et en blessant plusieurs centaines.

### Vietnam
Sept Su-27SK, cinq Su-27UBK livrés en 1995 et 1997. Quatre Su-30MK2V livrés en novembre 2004. La Russie a conclu en janvier 2009 un contrat de plus de 500 millions de dollars (368 millions d'euros) avec le Viêt Nam pour l’acquisition de douze avions de combat Su-30MK2V supplémentaires

## Variantes
- Soukhoï Su-30 (version modernisée, biplace)
- Soukhoï Su-33 (version embarquée à bord de porte-avions)
- Soukhoï Su-34 (version d'attaque/bombardement)
- Soukhoï Su-35 (version modernisée)
- Soukhoï Su-37 (version à poussée vectorielle)